# Richard Tecker
Richard Tecker (* 5. Mai 1732 in Wien; † 13. November 1798) war ein römisch-katholischer Theologe und Direktor der Universitätsbibliothek Graz.
Richard Tecker trat mit 17 Jahren in den Benediktiner-Orden ein. 1762 promovierte er in Theologie. 1765 wurde er Professor für Dogmatik an der Universität Graz. Von 1775 bis 1783 war er nach Josef Bardarini der zweite beamtete Direktor der Universitätsbibliothek Graz nach der Verstaatlichung der Universität. Später lehrte Tecker am Collegium Germanicum in Rom. Sein Nachfolger in Graz war Franz de Paula Tomicich.

## Werke
- Lebensgeschichte der E. Elisabeth, Andreas II. Königs von Ungarn Tochter.
- P. Concinae Dissertatio de Insufficientia attritionis.
- Bonifacii Schneidenbachii de ratione solvendi ac ligandi in Sacramento poenitentiae. Salzburg 1774.
- Die Bischöfe und Erzbischöfe von Wien, aus den Manuscripten des sel. verstorbenen P. Xistas Schier (anonym). Graz 1786.